# Voskresénskoye (Otrádnaya, Krasnodar)
Voskresénskoye (del ruso: Воскресенское) es un seló del raión de Otrádnaya del krai de Krasnodar, en Rusia. Está situado en la orilla derecha del río Urup, frente a Popútnaya, 14 km al norte de Otrádnaya y 205 km al sureste de Krasnodar, la capital del krai. Tenía 173 habitantes en 2010.
Pertenece al municipio Blagodárnenskoye.